# Přemysl Hajný
Přemysl Hajný   (Praga, 18 de desembre de 1925 - 24 d'octubre de 1993) va ser un jugador d'hoquei sobre gel txec que va competir sota bandera txecoslovaca durant la dècada de 1940.
El 1948 va prendre part en els Jocs Olímpics de Sankt Moritz, on guanyà la medalla de plata en la competició d'hoquei sobre gel. En el seu palmarès també destaca una medalla d'or al Campionat del Món d'hoquei gel de 1949. A nivell de clubs jugà al LTC Praha i HC ATK Praha. El 1950 va ser detingut, i posteriorment empresonat, junt amb onze jugadors més d'hoquei txecoslovacs pel govern comunista, sota l'acusació de conspirar per desertar als Campionats del Món de 1950.